# Angyal László (építész, 1898–1980)
Angyal László (Pécs, 1898. február 11. – Budapest, 1980. október 8.) magyar építészmérnök, építészfelügyelő, országgyűlési képviselő.

## Élete
Római katolikus vallású családban született. Alsóbb iskoláit követően a honvéd Ludovika Akadémiát végezte el, majd mint tényleges tiszt, a budapesti I. honvéd gyalogezred kötelékében ment az első világháború idején az olasz frontra. Ott több ütközetben vett részt, és katonai érdemeiért megkapta a III. osztályú Katonai Érdemkeresztet, valamint a bronz és az ezüst Signum Laudist a kardokkal.
A háború után elvégezte a József Műegyetem építészmérnöki és közgazdasági szakját is, majd 1922-ben az Első Dunagőzhajózási Társaság pécsvidéki kőszénbányáinál helyezkedett el, kezdetben alsóbb beosztásokban, később mint építészfelügyelő. Később beválasztották Baranya vármegye törvényhatósági bizottságába, 1939-ben pedig országgyűlési képviselői mandátumot is szerzett, a Magyar Élet Pártja színeiben, a pécsváradi választókerületben.
Tagja volt a Budapesti Mérnöki Kamarának, a Magyar Mérnök és Építész Egyletnek. Külföldi tanulmányútjai során több ízben járt Ausztriában, Németországban, Jugoszláviában és Olaszországban, s az így – főként társadalompolitikai és munkásszervezési téren – szerzett tapasztalatait aztán idehaza igyekezett kamatoztatni. Sok eredményt ért el az ipari munkásság nemzeti alapokon álló egyesületekbe való tömörítése terén.